# Henri König
Heinrich König (* 13. Januar 1896 in Romanshorn; † 24. Juni 1983 in Genf; heimatberechtigt in Genf und Tägerwilen) war ein Schweizer Bildhauer.

## Leben

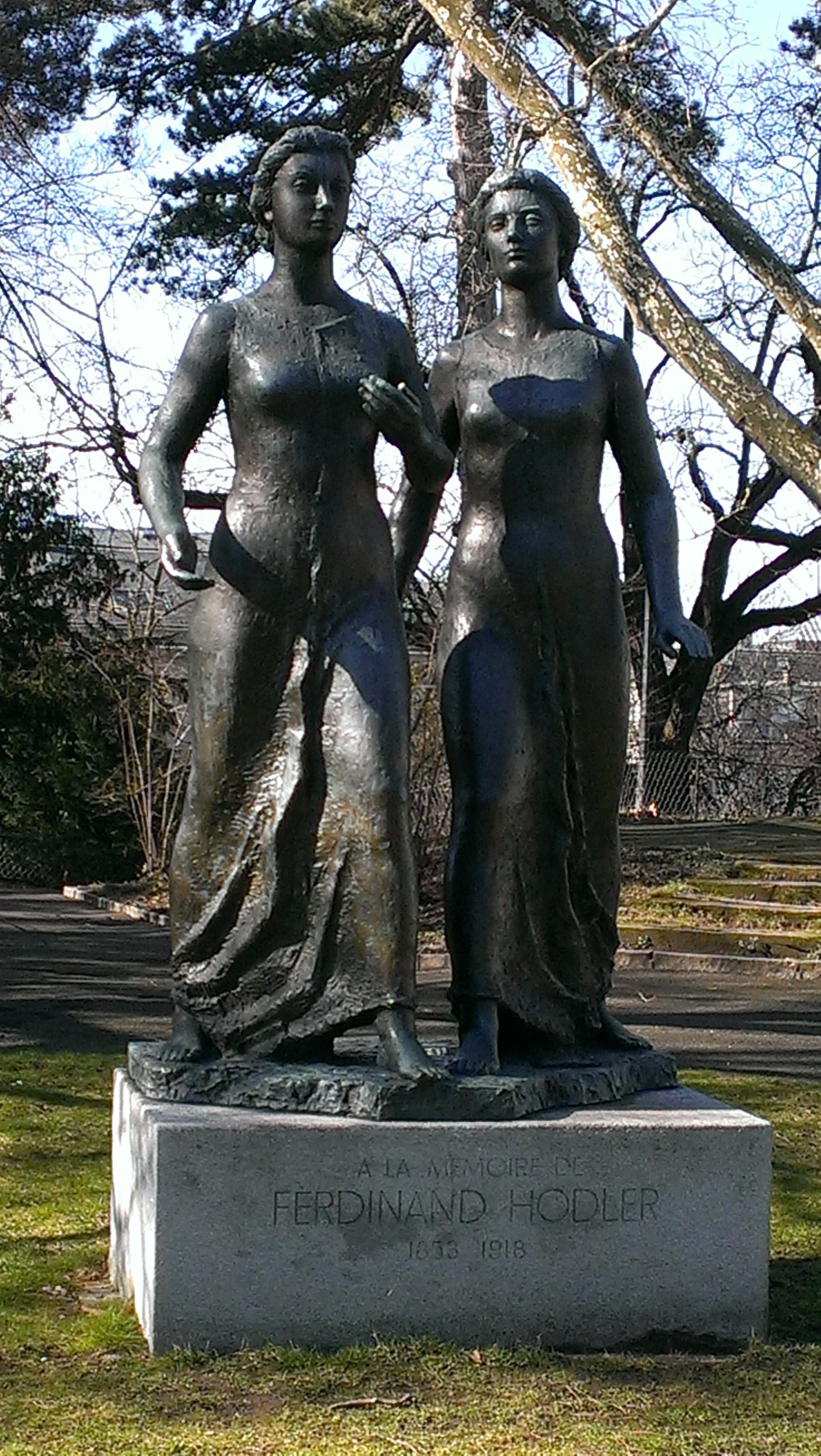
Königs Denkmal zur Erinnerung an Ferdinand Hodler

Henri König war der Sohn eines Zollbeamten und wuchs in Kreuzlingen auf. Nach der Primar- und Sekundarschule besuchte er von 1912 bis 1916 das Lehrerseminar Kreuzlingen, wo er u. a. von Jacques M. Bächtold unterrichtet wurde. Anschliessend studierte er an der École des Beaux-Arts (heute Haute École d’art et de design) in Genf, u. a. bei James Vibert. Dieser erkannte sein Talent und riet ihm, sich ganz der Bildhauerei zu widmen. So wurde König von 1921 bis 1924 Viberts Assistent. Ein Stipendium ermöglichte es ihm, für ein Jahr in Rom weiter zu studieren. Studienreisen führten ihn nach Frankreich, Holland und Griechenland.
Nach Genf zurückgekehrt, schlug sich König als Chorleiter durch. 1931 erfuhr er seine erste öffentliche Anerkennung mit dem Ankauf einer Bronze durch die Eidgenossenschaft. 1933 folgte ein öffentlicher Auftrag für einen Parkbrunnen in Kreuzlingen, und 1941 wurde seine Skulptur La Brise am Quai Gustave-Ador in Genf enthüllt. Ein weiteres Denkmal schuf er für Ferdinand Hodler an der Promenade du Pin in Genf.
König wurde der Nachfolger von James Vibert und 1943 zum Professor und 1951 zum Dekan der École des Beaux-Arts ernannt. Die Universität Genf erteilte ihm einen Lehrauftrag an ihrer Architekturabteilung. 1934, 1935 und 1936 erhielt er ein Eidgenössisches Kunststipendium. Seine Werke gelangten in private Sammlungen, Museen und öffentliche Anlagen, insbesondere am Genfersee. König stellte u. a. im Kunsthaus Aargau, Kunstmuseum Bern, in der Kunsthalle Basel und im Kunsthaus Zürich aus.